# Пелла (Иордания)
Пелла (др.-греч. Πέλλα, Фихль, Фахль, Табакат-Фахль, Табкат-Фахил, араб. طبقة فحل‎, Tabaqat Fahl) — город в Иорданской долине, на восточном берегу Иордана, на территории современной Иордании, южнее контрольно-пропускного пункта «Река Иордан», примерно в 12 км юго-восточнее Бейт-Шеана. Он упомянут в надписи на стеле фараона Сети I, найденной в Бейт-Шеане. Исследователи отождествляли Пеллу с Пахилой из списка городов Тутмоса III и с Пихилимом, упоминаемым в документах из Амарнского архива. Город стал называться Пелла со времени поселения там македонских колонистов в 310 году до н. э. Вероятно, получила название от македонского города Пелла, места рождения Александра Македонского. Антиох III Великий захватил Пеллу в ходе войны с египетским царём Птолемеем IV Филопатором. Иудейский царь Александр Яннай разрушил Пеллу в 83 году до н. э., потому что македонские жители не захотели принять иудаизм. Был восстановлен Помпеем после 63 года до н. э. Пелла входила в число городов Декаполиса и не принимала участия в Первой Иудейской войне 66—73 гг. Поэтому христианская община Иерусалима смогла найти здесь пристанище, когда Иерусалиму угрожала гибель от армии римского императора Веспасиана. Место, где стояла Пелла, ныне называется Хирбет-Табкат-Фахил (Табакат-Фахль, араб. خربة طبقة فحل‎, Khirbet Tabaqat Fahl, досл. «развалины Табкат-Фахила»).
С 634 года Палестина подверглась арабским завоеваниям. В июле 634 года византийская армия императора Ираклия I была разбита при Аджнадайне. В конце 634 года новая византийская армия вошла в Иорданскую долину у Скифополя. В январе 635 года византийская армия была разбита при Пелле (Фихле). Весной 636 года новая византийская армия вытеснила арабов из Персии, но в августе 636 года потерпела поражение в битве при Ярмуке.
К 640 году Палестина вошла в состав Арабского халифата в составе двух военных округов («джундов») — Джунд-Филастын и Джунд-Урдун). Округ Джунд-Урдуин («Иордан», «иорданский» соответствовал византийской провинции Палестине II. При арабах город Пелла получил название Фихль (Фахль). Фихль стал столицей округа Джунд-Урдуин.
Фихль был разрушен при катастрофическом землетрясении в январе 749 года и более не восстанавливалась. На руинах находилось село до прихода мамлюков в XIII—XIV вв.
При раскопках найдено неолитическое поселение 4-го тысячелетия до н. э., стены из сырцового кирпича около 1800 года до н. э., глиняные таблички середины XIV века до н. э., руины города, разрушенного в 83 году до н. э., руины трёх христианских церквей, руины города, разрушенного землетрясением 749 года.